# La Farola
El diari La Farola va ser una publicació de caràcter humanitari apareguda als anys 1990 que es distribuïa mitjançant persones sense recursos per tal que aquestes poguessin aconseguir alguns ingressos per la seva activitat.

## Història
El diari va ser fundat el 1994 a Barcelona per George Mathis, nascut a Angers el 1933. Mathis ja havia creat "Le reverbere" a França quan va decidir de fer-ne una edició en espanyol i vendre-la a les ciutats més importants, el lloc on habitualment s'acumula més pobresa. Es van enviar vint-i-cinc mil exemplars a Barcelona, i uns mesos després, vint-i-cinc mil més a Madrid. Anys després es va decidir d'expandir la seva venda en espanyol i es van fer edicions per a altres ciutats.

## Funcionament
El seu objectiu és oferir una sortida a les persones que cada dia dormen als albergs de la ciutat perquè no tenen diners per pagar un lloc on viure. A part també és una manera de mostrar a la gent de les grans ciutats la situació que viuen les persones sense recursos, i al que es veuen abocats a fer per a sobreviure.
Per a poder acreditar la seva legitimitat, els portadors de la revista han d'obtenir un carnet de venedor. En fer-se el carnet se'ls informa d'on poden recollir els exemplars, que paguen a molt baix preu, per a després vendre'ls pel carrer. Els beneficis que tenen van en funció del que la gent decideix pagar pel diari (hi ha un preu mínim) i la quantitat que en vénen. A més els venedors només es queden el 75% del que guanyen amb cada diari; això fa que si hi ha poques vendes els guanys siguin minsos.
Els seus articles tracten sobretot de temes socials, amb publicacions que expliquen una mica la situació dels barris baixos. Aquests s'obtenen d'altres diaris petits o de publicacions a diaris digitals.

## Polèmiques
El 1996 Mathis va comparèixer als tribunals en ser acusat d'injúria pública i "provocació a la discriminació, l'odi i la violència" contra la comunitat jueva i els maçons. El cas és que va dedicar un número sencer de la publicació La Réverbère a difondre el que ell titllava de conspiracions en la política i la judicatura de França.
Dos treballadors acomiadats el 1998 van denunciar que Mathis buscava el seu enriquiment personal, i no assistir els venedors, tal com hauria dit que volia fer. Mathis va defensar que era el patró de la fundació, que rebia una quarta part del preu de venda de la publicació. De les 200 pessetes que valia cada exemplar, el venedor se'n quedava 150. La fundació percebia 176 milions anuals per les vendes per pagar els costos de la publicació. En no declarar els comptes a l'administració, en pocs anys va haver de tancar, tot i que va reaparèixer anys després momentàniament.